# District de Parsa
Le district de Parsa – en népalais : पर्सा जिल्ला – est l'un des 75 districts du Népal. Il est rattaché à la zone de Narayani et à la région de développement Centre. La population du district s'élevait à 601 017 habitants en 2011.

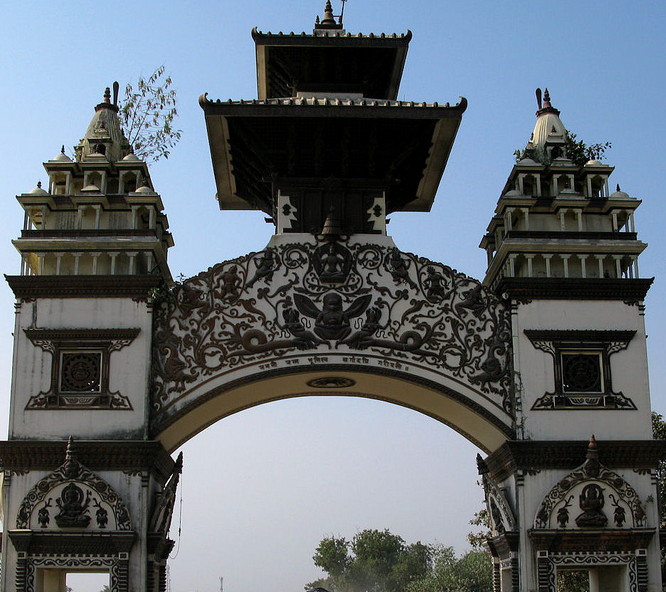
La porte de Birganj à la frontière indo-népalaise

## Comités de développement villageois
Alau